# 호빌라
호벨라(hobelars)는 유럽 중세기 아일랜드및 브리튼 제도의 역사에서 비정규전을 위해 작고 날렵한 말을 탄 경기병이자 승마보병이다. 이들은 13세기에서 아일랜드에서 등장해 스코틀랜드를 거쳐 잉글랜드군에서 활약했다. 호빌라의 어원은 스코틀랜드와 아일랜드 게일인 병사들이 타던 소형마에서 비롯되었으며 더 나아가 노르만어의 호비에서 알려져 있다.

## 역사 세부내용
본래 아일랜드의 기병으로 알려진 호빌라는 그 연도를 알 수 없지만 스코틀랜드와 아일랜드의 게일인 출신의 기병대였기에 스코틀랜드의 경기병으로도 활약을 했으며 후에 잉글랜드와 스코트랜드 사이에 전쟁이 일어났을 때 이들은 특유의 빠른 기동력으로 전장을 유린했으며 결국 잉글랜드의 원정군 사령관이었던 앤드류 해클러의 주장으로 도입되었다. 그 뒤 잉글랜드가 벌인 전장에서 활약해왔으며 15세기경의 기록을 끝으로 역사에서 사라졌다.

## 장비와 전술
경기병답게 가벼운 무장을 했을 뿐만 아니라 말조차 조랑말급으로 작았기에 무게가 많이 나가는 무장을 피해야 했다. 이들은 가벼운 철모를 쓰고 가죽 갑옷이나 가벼운 쇠미늘 갑옷을 입었으며, 창과 칼로 무장했다.

## 같이 보기
- 군마